# Enzo Doria
Enzo Doria, pseudonimo di Ezio Passadore (Genova, 12 marzo 1936), è un produttore cinematografico, attore e sceneggiatore italiano.

## Biografia
Nel 1957 ha cominciato come attore nel film Dinanzi a noi il cielo (1957) diretto da Roberto Savarese ed in A vent'anni è sempre festa (1957) diretto da Vittorio Duse. Nel 1960 si è laureato al Centro sperimentale di cinematografia. Nel 1962 ha poi cominciato a lavorare come segretario di produzione nel film Anno 79: La distruzione di Ercolano (1962) e in Il vecchio testamento (1963), tutti e due diretti da Gianfranco Parolini. Nel 1965 ha fondato la Doria Cinematografica producendo film per registi come: Marco Bellocchio, Liliana Cavani e Salvatore Samperi.

## Vita privata
Sposato con la scenografa e costumista Gisella Longo, il figlio è il produttore Alessandro Passadore, la figlia Francesca Passadore, scenografa.

## Filmografia

### Produttore
- I pugni in tasca, accreditato come Enzo Passadore, regia di Marco Bellocchio (1965)
- Il giardino delle delizie, regia di Silvano Agosti (1967)
- Grazie zia, regia di Salvatore Samperi (1968)
- Cuore di mamma, regia di Salvatore Samperi (1969)
- Sai cosa faceva Stalin alle donne?, regia di Maurizio Liverani (1969)
- Entonce, regia di Romano Scavolini (1969)
- La stretta, regia di Alessandro Cane - film TV (1970)
- Uccidete il vitello grasso e arrostitelo, regia di Salvatore Samperi (1970)
- I cannibali, regia di Liliana Cavani (1970)
- La corta notte delle bambole di vetro, regia di Aldo Lado (1971)
- Chi l'ha vista morire?, regia di Aldo Lado (1972)
- Il ritorno di Clint il solitario, accreditato come E. Doria, regia di Alfonso Balcázar (1972)
- Quando la preda è l'uomo, regia di Vittorio De Sisti (1972)
- Quando l'amore è sensualità, regia di Vittorio De Sisti (1973)
- L'ultima neve di primavera, regia di Raimondo Del Balzo (1973)
- Il figlio della sepolta viva, regia di Luciano Ercoli (1974)
- Lucrezia giovane, regia di Luciano Ercoli (1974)
- Chi sei?, regia di Ovidio G. Assonitis (1974)
- La prima volta, sull'erba, regia di Gianluigi Calderone (1975)
- Lezioni private, regia di Vittorio De Sisti (1975)
- La moglie di mio padre, regia di Andrea Bianchi (1976)
- Una donna chiamata Apache, regia di Giorgio Mariuzzo (1976)
- Tentacoli, accreditato come E.F. Doria, regia di Ovidio G. Assonitis (1977)
- Gli ultimi angeli, regia di Enzo Doria (1978)
- Bermude: la fossa maledetta, regia di Tonino Ricci (1978)
- Pensione Amore - SerVizio completo, regia di Luigi Russo (1979)
- Il cacciatore di squali, accreditato come Enzo P. Doria, regia di Enzo G. Castellari (1979)
- Il bandito dagli occhi azzurri, regia di Alfredo Giannetti (1980)
- Due gocce d'acqua salata, regia di Luigi Russo ed Enzo Doria (1982)
- Adamo ed Eva, la prima storia d'amore, regia di Enzo Doria e Luigi Russo (1983)
- Giallo alla regola, regia di Stefano Roncoroni (1988)
- Lo zio indegno, regia di Franco Brusati (1989)
- La fine dell'intervista, regia di Stefano Roncoroni (1994)

### Attore
- Le notti bianche, non accreditato, regia di Luchino Visconti (1957)
- Dinanzi a noi il cielo, regia di Roberto Savarese (1957)
- A vent'anni è sempre festa, regia di Vittorio Duse (1957)
- Sergente d'ispezione, regia di Roberto Savarese (1958)
- Giuditta e Oloferne, regia di Fernando Cerchio (1959)
- La dolce vita, regia di Federico Fellini (1960)
- Rapina al quartiere Ovest, regia di Filippo Walter Ratti (1960)
- Spade senza bandiera, regia di Carlo Veo (1961)
- Non conosci il bel suol, regia di Rolf Thiele (1961)
- Solimano il conquistatore, regia di Vatroslav Mimica e Mario Tota (1961)
- Gli invasori, regia di Mario Bava (1961)
- La tragica notte di Assisi, regia di Raffaello Pacini (1961)
- Il vecchio testamento, regia di Gianfranco Parolini (1962)
- Strana voglia di una vedova, regia di Jacques Poitrenaud (1964)
- Gli invincibili tre, non accreditato, regia di Gianfranco Parolini (1964)
- Una sporca guerra, regia di Dino Tavella (1965)

### Regista
- L'avventurosa fuga (1978)
- Due gocce d'acqua salata - co-regia (1982)
- Adamo ed Eva, la prima storia d'amore (1983) - firmato come Vincent Green
- Gila and Rik – film TV (1987)
- I figli del vento – film TV (1989)
- Venti dal Sud (1994)

## Riconoscimenti
- Nastro d'argento
  - 1966 – Miglior produttore per I pugni in tasca